# Saint-Jean-Lherm
Saint-Jean-Lherm (okzitanisch Sent Joan de l’Èrm) ist eine französische Gemeinde mit 430 Einwohnern (Stand: 1. Januar 2022) im Département Haute-Garonne in der Region Okzitanien (vor 2016: Midi-Pyrénées). Sie gehört zum Arrondissement Toulouse und zum Kanton Pechbonnieu. Die Einwohner werden Jeanlhermains genannt.

## Geographie
Saint-Jean-Lherm liegt etwa 17 Kilometer nordöstlich von Toulouse. Umgeben wird Saint-Jean-Lherm von den Nachbargemeinden Montastruc-la-Conseillère im Nordwesten und Norden, Montpitol im Osten, Verfeil im Südosten, Bonrepos-Riquet im Süden sowie Gragnague im Südwesten und Westen.

## Bevölkerungsentwicklung
| Jahr                       | 1962 | 1968 | 1975 | 1982 | 1990 | 1999 | 2006 | 2013 | 2020 |
| Einwohner                  | 169  | 153  | 157  | 190  | 233  | 303  | 346  | 351  | 394  |
| Quellen: Cassini und INSEE |      |      |      |      |      |      |      |      |      |

## Sehenswürdigkeiten

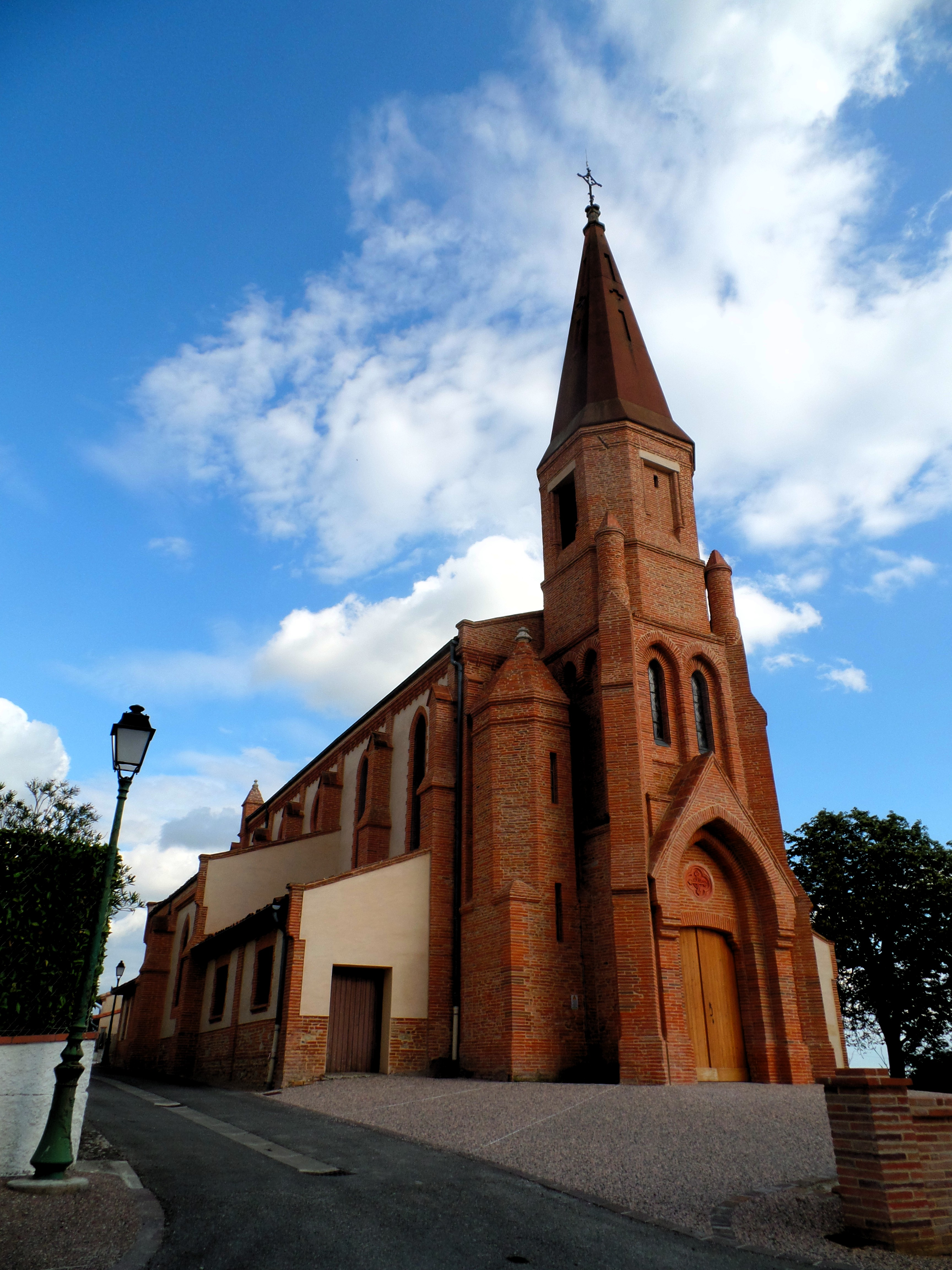
Kirche Saint-Jean-Baptiste

- Kirche Saint-Jean-Baptiste
- Schloss Lagarde